# Lukin (Krasnodar)
Lukin (del ruso: Лукин) es un jútor del raión de Labinsk del krai de Krasnodar, en el sur de Rusia. Está situada en la zona de colinas y pequeños bosques en las llanuras al norte de las estribaciones septentrionales del Cáucaso, a orillas del río Siniuja, tributario del río Chamlyk, que lo es del río Labá, afluente del Kubán, 28 km al este de Labinsk y 172 km al este de Krasnodar, la capital del krai. Tenía 3 habitantes en 2010
Pertenece al municipio Pervosiniujinskoye.